# 比吉特·许茨
比吉特·许茨（德語：Birgit Schütz，1958年10月8日—），德国女子赛艇运动员。她曾代表东德参加1980年夏季奥林匹克运动会赛艇比赛，获得女子八人单桨有舵手金牌。